# 桃李园序
桃李园序，古琴曲。出自李白的《春夜宴桃李园序》一诗。在《天闻阁琴谱》和《自远堂琴谱》有关于此曲的琴谱。

## 琴曲解析
琴谱中的歌词部分均引用了李白诗句的内容：夫天地者，萬物之逆旅。光陰者，百代之過客。而浮生若夢，爲歡幾何。古人秉燭夜游，良有以也。況陽春召我以煙景，大塊假我以文章，會桃李之芳園，序天倫之樂事，羣季俊秀，皆爲惠連。吾人詠歌，獨慚康樂。幽賞未已，髙談轉淸，開瓊筵以坐花，飛羽觴而醉月，不有佳作，何伸雅懷，如詩不成，罸依金谷酒數。